# Мария Урсула фон Лайнинген-Дагсбург-Фалкенбург
Мария Урсула фон Лайнинген-Дагсбург-Фалкенбург (на немски: Maria Ursula Gräfin zu Leiningen-Dagsburg-Falkenburg; * 1584/1590; † 16 август 1649) е графиня от Лайнинген-Дагсбург-Фалкенбург и чрез женитби графиня на Мандершайд–Бланкенхайм в Айфел (1604 – 1614) и графиня и алтграфиня на Залм-Райфершайт (1616 – 1639).

## Произход
Тя е най-малката дъщеря на граф Емих XI фон Лайнинген-Дагсбург-Фалкенбург (1540 – 1593) и съпругата му Урсула фон Флекенщайн (1553 – 1595), дъщеря на Георг I фон Флекенщайн († 1553) и Йохана фон Салм-Кирбург († 1595).

## Фамилия
Първи брак: на 17 юли 1604 г. с граф Арнолд II фон Мандершайд-Бланкенхайм (* 12 юли 1546; † 18 септември 1614), най-малкият син на граф Арнолд I фон Мандершайд-Бланкенхайм († 1548) и графиня Маргарета фон Вид († 1571). Те имат четири деца:
- Йохан Арнолд (1606 – 1644, Кьолн), граф на Мандершайд-Бланкенхайм, женен на 5 март 1628 г. за графиня Антония Елизабет фон Мандершайд-Геролщайн (1607 – 1638)
- Анна Маргарета (1606 – 1630), омъжена на 14 ноември 1623? за граф Ернст фон Марк-Шлайден (1590 – 1654)
- Вилхелм († сл. 1623), женен за Маргарета Пютцфелд
- Арнолд, женен за Луция Пютцфелд

Втори брак: на 12 юни 1616 г. с граф и алтграф Ернст Фридрих фон Залм-Райфершайт (* 29 май 1583; † 13 септември 1639), четвъртият син на граф Вернер фон Залм-Райфершайт (1545 – 1629) и графиня Анна Мария фон Лимбург (ок. 1543 – 1637). Те имат седем деца:
- Ерих Адолф (1619 – 1678), алтграф на Залм-Райфершайт в Бедбург, женен I. на 27 април 1646 г. в Ротенбург за ландграфиня Магдалена фон Хесен-Касел (1611 – 1671), II. на 24 юни 1671 г. за графиня Ернестина Барбара фон Льовенщайн-Вертхайм-Рошефорт (1654 – 1698)
- Мария София (1620 – 1674), абатиса в Елтен
- Ернст Салентин (1621 – 1684), алтграф на Залм-Райфершайт в Дик, женен на 16 януари 1656 г. в Борбецк за графиня Клара Магдалена фон Мандершайд (1636 – 1692)
- Анна Салома (1622 – 1688), абатиса в Есен (1646 – 1688)
- Сидония Елизабет (1623 – 1686), омъжена на 27 октомври 1640 г. в Кьолн за княз Хартман фон Лихтенщайн (1613 – 1686)
- Анна Катарина (1624 – 1691), омъжена на 3 март 1647 г. за граф Йохан IV фон Ритберг (1618 – 1660)
- Фердинанд Албрехт (1628 – 1688), каноник в Лиеж и Кьолн